# Фауст (филм из 1926)
Фауст − Немачка народна прича, или само Фауст, немачки је неми филм из 1926. године, режисера Ф. В. Мурнауа, у коме главне улоге тумаче Јеста Екман, Емил Јанингс, Камила Хорн, Вилијам Дитерле, Фрида Рихард и Ивет Гилбер. Филм се ослања на старије традиције легендарне приче о Фаусту, као и на Гетеову класичну верзију из 1808. године. Студио је желео да Фауста режира Лудвиг Бергер, пошто је Мурнау био заузет филмом Varieté; Мурнау је извршио притисак на продуцента и, уз подршку Јанингса, па је на крају убедио Ериха Помера да му дозволи да режира филм.
Фауст је био Мурнауов последњи немачки филм; непосредно након њега се преселио у САД под уговором са Вилијамом Фоксом да режира филм Излазак сунца: Песма о два људска бића (1927); када је филм премијерно приказан у Берлину, Мурнау је већ снимао у Холивуду. Филм је хваљен због својих специјалних ефеката и сматра се примером немачког експресионистичког филма.

## Радња
Демон Мефисто се опклади са једним арханђелом да може искварити душу праведника и уништити у њему оно што је божанско. Ако успе, ђаво ће освојити власт над земљом.
Ђаво доноси кугу у село у којем живи Фауст, старији алхемичар. Иако се моли да заустави смрт и глад, ништа се не дешава. Обесхрабрен, Фауст баца своје књиге о алхемији у ватру, а затим и Библију. Отвара се једна књига која показује како ће склапањем пакта са ђаволом стећи моћ и славу. Он је на раскршћу, како је и описано у поступку књиге, и призива силе зла. Када се Мефисто појави на путу, он наводи Фауста да склопи пробну, 24-часовну погодбу са ђаволом. Фауст ће имати Мефистову службу све док песак не истече у пешчаном сату, када ће ђаво поништити пакт. У почетку, Фауст користи своју нову моћ да помогне људима из села, али они га избегавају када сазнају да не може да се суочи са крстом. Каменују га и он се склони у свој дом.
Фауст затим склапа нови договор са Мефистом, који Фаусту враћа младост и нуди му земаљска задовољства и краљевство, у замену за његову бесмртну душу. Мефисто искушава Фауста визијом лепе жене, а затим га води на свадбу у Парму, како би упознао субјект своје визије, италијанску војвоткињу. Фауст одлази са њом, остављајући ђавола да убије њеног младожењу. Таман када Фауст води љубав са њом, песак истече. Дужан је да трајно закључи погодбу како би наставио са вођењем љубави; он је Мефистом заувек.
Фауст убрзо постаје уморан од разврата и жуди за „домом”. Овде се Фауст заљубљује у невину девојку, Гречен, коју златни ланац, који је ђаво оставио, очарава да заволи Фауста.
Фауст долази у Греченину собу. Ђаво буди њену мајку која их види и пада мртва од шока. Ђаво тада подстиче њеног брата војника, Валентина, да трчи кући да ухвати њеног љубавника. Валентин и Фауст се боре у двобоју. Ђаво се укључује и забија нож у леђа Валентину, а затим иде по граду вичући „убиство”. Фауст и Мефисто беже на леђима пакленог коња.
Валентин на самрти осуђује Фауста за његово убиство, а своју сестру као блудницу. Стављају је у окове и извргавају ругању. Девојка добија дете (од Фауста) и завршава на улици. У мећави она види визију топле колевке и полаже своје дете на снег, где оно умире. Војници је проналазе и шаљу је на ломачу као убицу. Фауст види шта се дешава и захтева да га Мефисто одведе тамо. Фауст стиже баш када је ватра запаљена и Гречен пуштена да гори. Фауст жели да никада није тражио да му се врати младост. Мефисто разбија огледало Фаустовим одразом и он губи младост. Он трчи кроз окупљену руљу ка Гречен и сада као старац се баца у ватру да би био са својом вољеном.
Гречен препознаје Фауста и поново га види у свом срцу као младића док их ватра заједно прождире. Њихов дух се диже до небеса, а анђео открива Мефисту да је изгубио опкладу јер је љубав победила све.

## Улоге
| Глумац          | Улога               |
| --------------- | ------------------- |
| Јеста Екман     | Фауст               |
| Емил Јанингс    | Мефисто             |
| Камила Хорн     | Гречен              |
| Фрида Рихард    | Греченина мајка     |
| Вилијам Дитерле | Валентин            |
| Ивет Гилбер     | Марта Швертлајн     |
| Ерик Баркли     | војвода од Парме    |
| Хана Ралф       | војвоткиња од Парме |
| Вернер Фитерер  | арханђел            |

## Продукција, историја издања и рестаурација

### Историја продукције
Мурнауов Фауст је био технички најсложенија и најскупља продукција коју је предузео студио Ufa све док га следеће године није надмашио Метрополис. Снимање је трајало шест месеци, по цени од 2 милиона немачких марака (само половина је повраћена на благајни). Према историчарима филма, Фауст је озбиљно утицао на студијско снимање и технике специјалних ефеката. Мурнау је користио две камере, обе су правиле више снимака; многе сцене су снимане изнова и изнова. На пример, за снимање кратке секвенце уговора који је исписан на пергаменту у ватри био је потребан цео дан.

### Титлови
Задатак писања титлова првобитно је додељен Хансу Кајзеру, немачком романописцу и драмском писцу који је почео да се бави писањем сценарија. Одлучио је да комбинује различите реплике из оригиналне народне приче, Доктора Фауста Кристофера Марлоуа и Гетеовог Фауста, као и да пружи неке од својих. Међутим, његови напори нису се свидели продукцијском тиму студија, па је уместо њега ангажован Герхарт Хауптман, један од водећих немачких драмских писаца и добитник Нобелове награде за књижевност. Хауптман је пристао да напише своје потпуно нове титлове за 40.000 марака, двоструко више од онога што је студио понудио. Кајзер је то сазнао и дошло је до размене погрдних писама између два писца.
Филм је пре објављивања приказан са Хауптманновим титловима 26. августа 1926. у Берлину. Нажалост, студијски директори су сматрали да су Хауптманнови наслови још гори: студио је обавестила Хауптмана само недељу дана пре премијере о „неочекиваним потешкоћама”, и на крају је Фауст приказан са Кајзеровим титловима 14. октобра 1926. године. Хауптманови стихови су одвојено штампани као брошура за продају у биоскопима.

### Варијанте
Постојало је неколико верзија Фауста, од којих је неколико припремио сам Мурнау. Верзије се доста разликују једна од друге. Неке сцене имају варијације темпа, друге имају глумце у различитим костимима, а неке користе различите углове камере. На пример, сцена са медведом је снимљена и са човеком у костиму и са правим медведом. У неким верзијама, медвед једноставно стоји тамо. У једној верзији, заправо удара глумца.
Све у свему, познато је да постоји пет верзија Фауста од преко тридесет копија пронађених широм света: немачка оригинална верзија (од којих је једина преживела копија у Данском филмском институту), француска верзија, касна немачка верзија која постоји у два примерка, двојезична верзија за Европу коју је припремио студио и верзија коју је припремио сам Мурнау за MGM и тржиште САД (јул 1926).

### Рестаурација и преживеле верзије
У копији оригиналне немачке верзије недостаје низ сцена. Уз доступне копије, Kino International је објавио 106-минутну реконструисану верзију са енглеским титловима на DVD-у. Коментари су такође опциони додатак на DVD-у. Оригинални титлови су такође враћени.
Америчка верзија укључује титлове и сцене које је посебно снимио Мурнау, где, на пример, сцена у којој тетка Марта нуди Мефисту пиће које он одбија зато што изазива жгаравицу: у америчкој верзији, Мефисто одбија пиће зато што садржи алкохол, што је иронично позивање на Прохибицију у Сједињеним Државама; поново у америчкој верзији, Мефисто нуди Марти огрлицу, од Великог кана Тартара, уместо рођака из Ломбардије, пошто је Мурнау веровао да америчка публика није чула за Ломбардију. Једна сцена је урађена уз супротстављање текста, јер је Мурнау опет веровао да америчка публика неће сама схватити слике. Ово је уједно и једина верзија која има првобитно замишљено финале уздизања Фауста и Гречен на небо. У свим осталима сцена је више концептуална. Књиге које се појављују у филму су означене или су планови са текстом снимљени два пута, на немачком и енглеском језику.
Двојезична верзија је припремљена за приказивање на трансатлантским бродовима који су путовали од Хамбурга до Њујорка. Стога су се приказивали и америчкој и немачкој публици.
Уопштено се верује да француска верзија представља најлошији избор сцена, укључујући и највећи број грешака са снимања (нпр. приказивање асистената како држе врата, глумаца који се клижу, Гречен која гази хаљину, показује сценске макете). Међутим, постоје сцене које не постоје ни у једној другој верзији.

## Пријем
Фауст је био „финансијски промашај”. Немачким критичарима није се допала адаптација из њених изворних текстова и извођење Јесте Екмана.
У каснијим годинама, филм је назван једним од седам „канонских примера немачког експресионистичког филма”. На сајту Rotten Tomatoes има рејтинг одобравања од 94%, на основу 31 рецензије, са просечном оценом од 8,59/10.
Рецензија из 2006. у новинама The New York Times назвала га је „једним од најневероватнијих визуелних искустава које неми филм може да понуди”. Јапански филмски режисер Шинџи Аојама навео је Фауста као један од десет најбољих филмова свих времена 2012. године. Рекао је: „Увек желим да се сећам да се филмови праве из радости реплике. Фасцинација филмова није у њиховом реализму, већ како уживати у „стварном”. У том смислу, увек имам Фауста у мислима док се суочавам са филмом, снимам филм и причам о филму.”

## Наслеђе
је 1926. године објавио „Readers Library Film Edition”, адаптацију филмске радње путем форме романа коју су написали Хејтер Престон и Хенри Севиџ. Сцена „Ћелаве планине” послужила је као инспирација за секвенцу „Ноћ на ћелавој планини” у анимираном филму Фантазија Волта Дизнија из 1940. године.